# Premi Lemelson-MIT
El premi Lemelson-MIT (en anglès: Lemelson–MIT Prize) és un guardó atorgat mitjançant el programa epònim a inventors dels Estats Units. Va ser creat l'any 1994 per l'enginyer Jerome H. Lemelson i és finançat per la Fundació Lemelson i administrat a través de l'Escola d'Enginyeria de l'Institut Tecnològic de Massachusetts (MIT). El guanyador rep 500.000 dòlars, cosa que fa que sigui el premi en metàl·lic més gran per a la invenció dels EUA.
El Premi Lemelson-MIT a la Innovació Global de 100.000 dòlars (que es deia anteriorment Premi a la Sostenibilitat) es va atorgar per darrera vegada el 2013. El Premi a la Innovació Global va substituir el Premi Lemelson-MIT a l'èxit de tota una vida (The Lifetime Achievement Award) de 100.000 dòlars, que es va atorgar entre 1995 i 2006. Recmpensava persones destacades, reconegudes pel seu esperit pioner i inventivitat que al llarg de les seves carreres han millorat la societat i inspirat els altres.
El Programa Lemelson-MIT també atorga premis d'invenció per a estudiants universitaris que s'anomenen Premi Estudiant Lemelson-MIT.

## Llista de guanyadors
2019
- Cody Friesen (Premi Lemelson–MIT)[1]

2018
- Luis von Ahn (Premi Lemelson–MIT)[2]

2017
- Feng Zhang (Premi Lemelson–MIT)[1]

2016

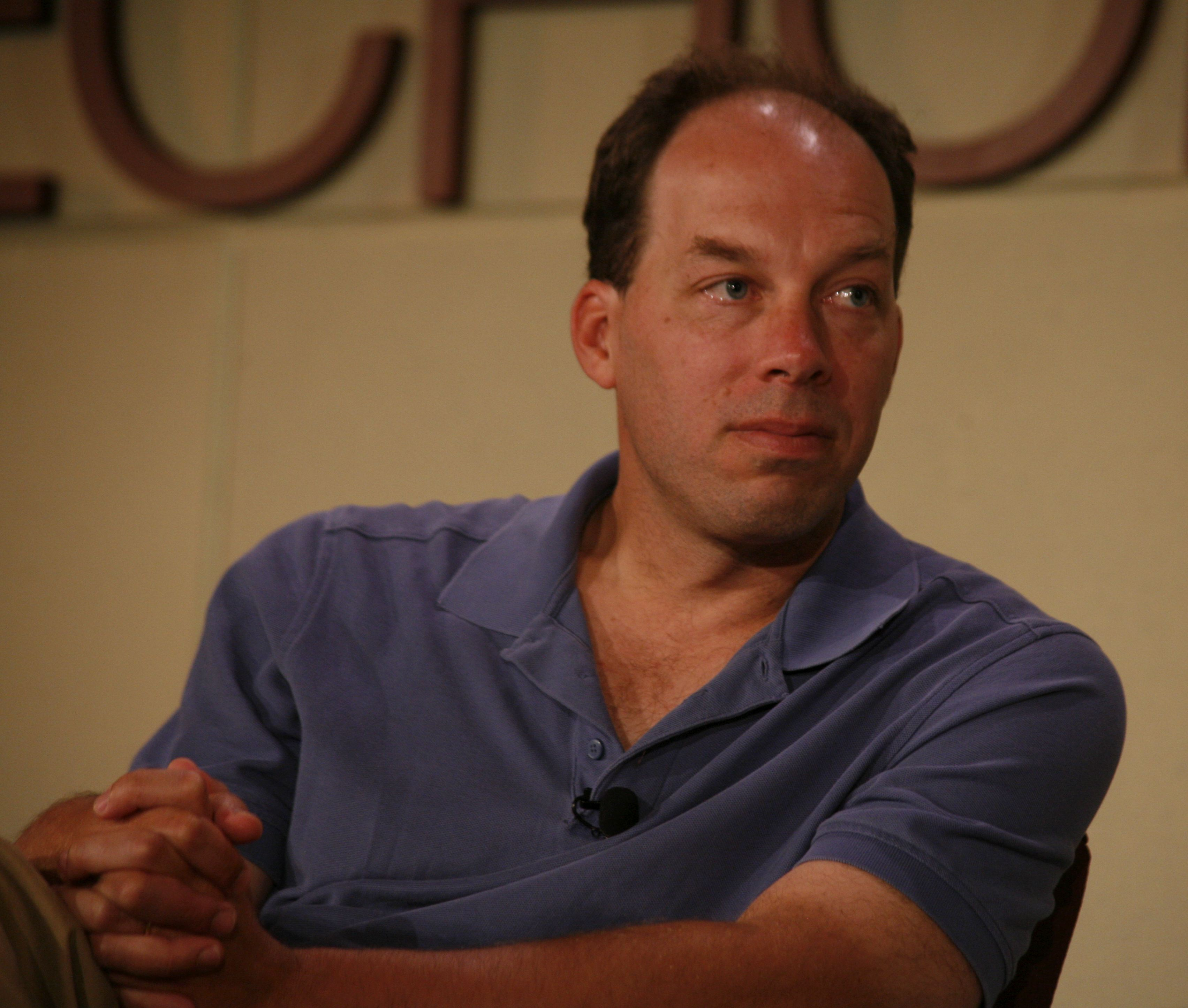
Stephen Quake

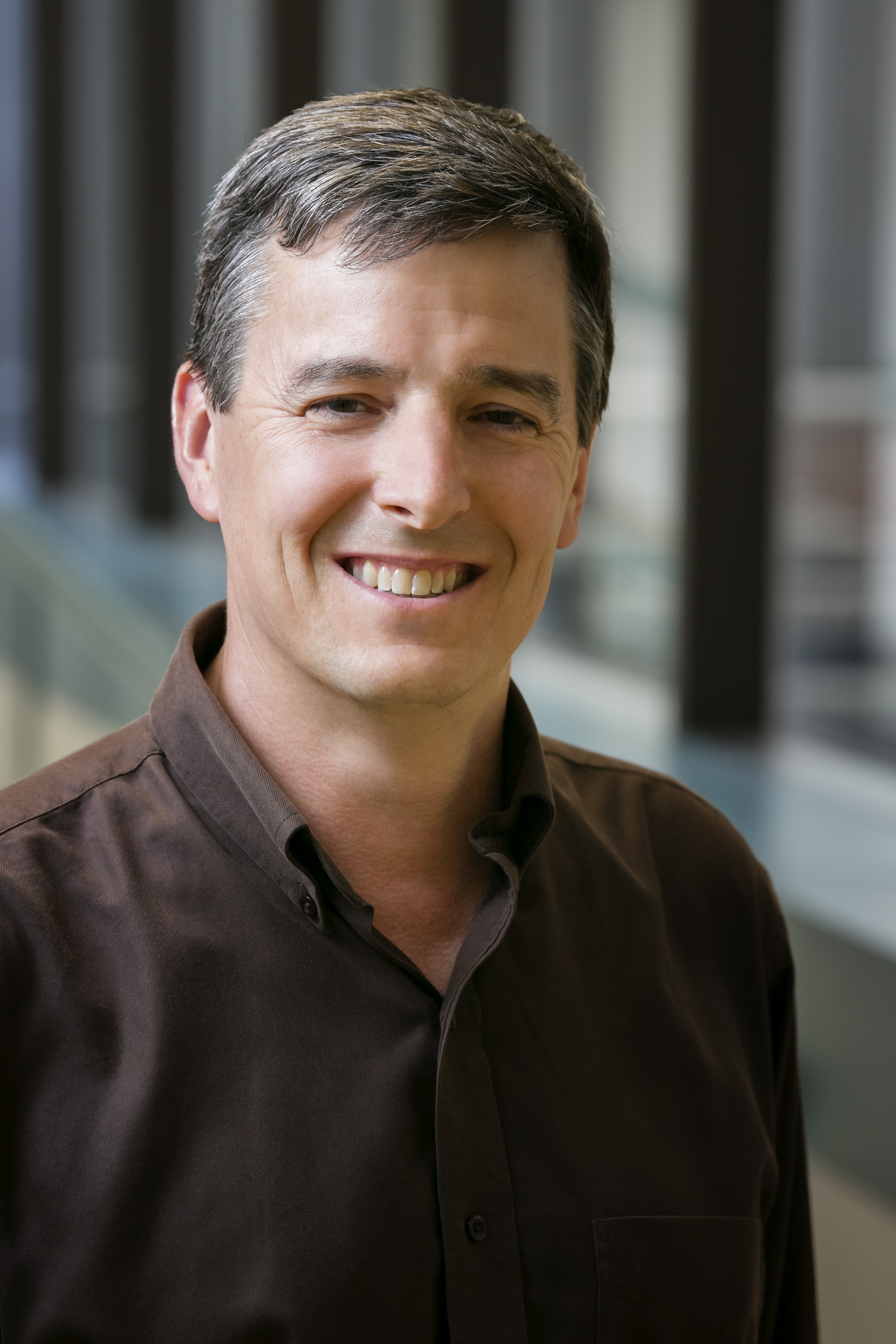
John A. Rogers

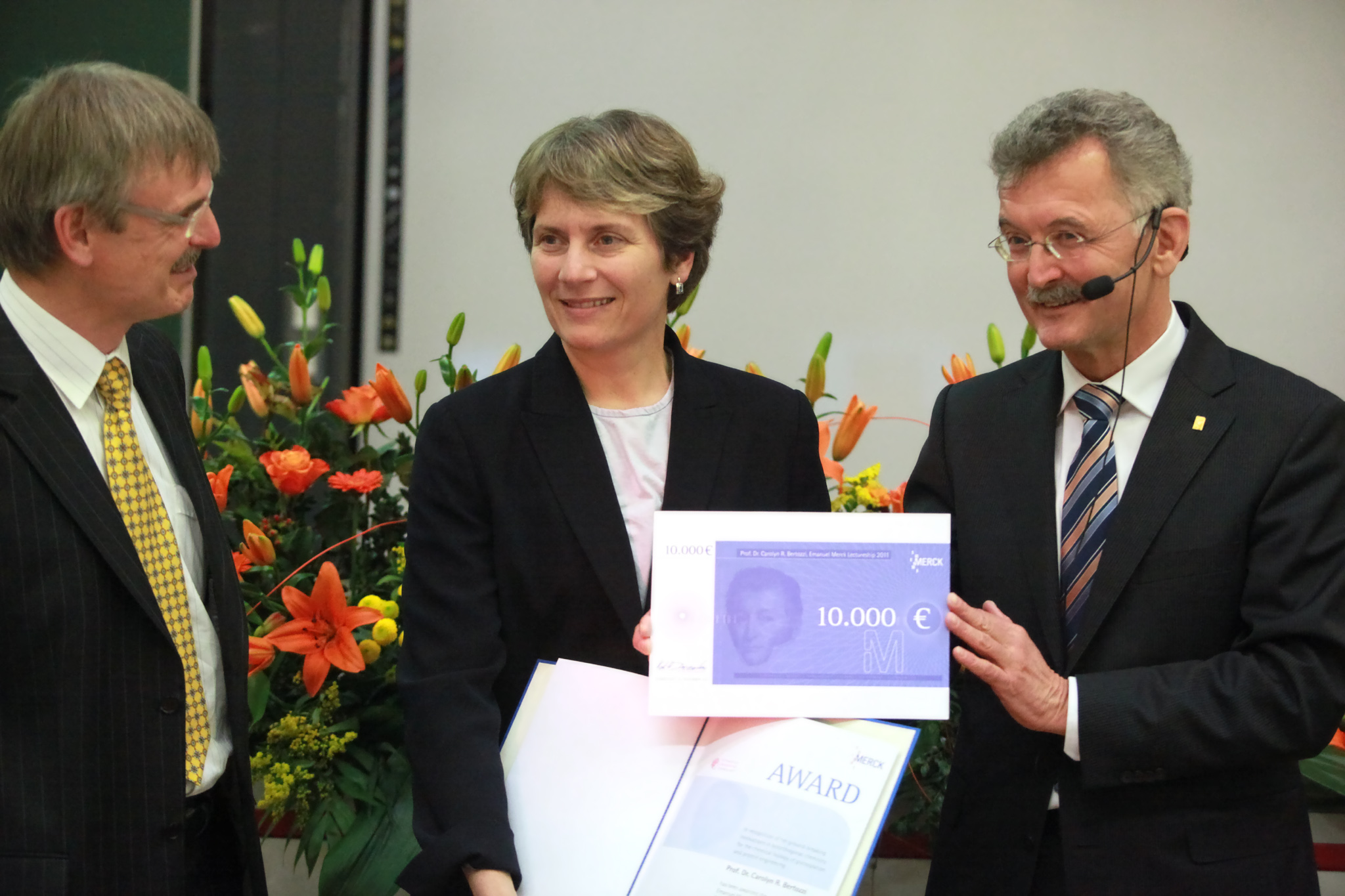
Carolyn Bertozzi, rebent l'Emanuel Merck Lectureship el 2011

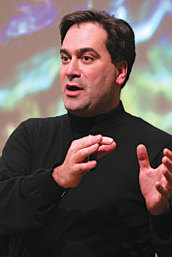
Chad Mirkin

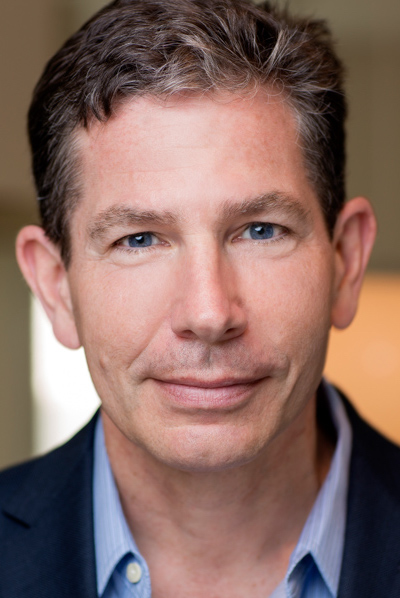
Joel Selanikio

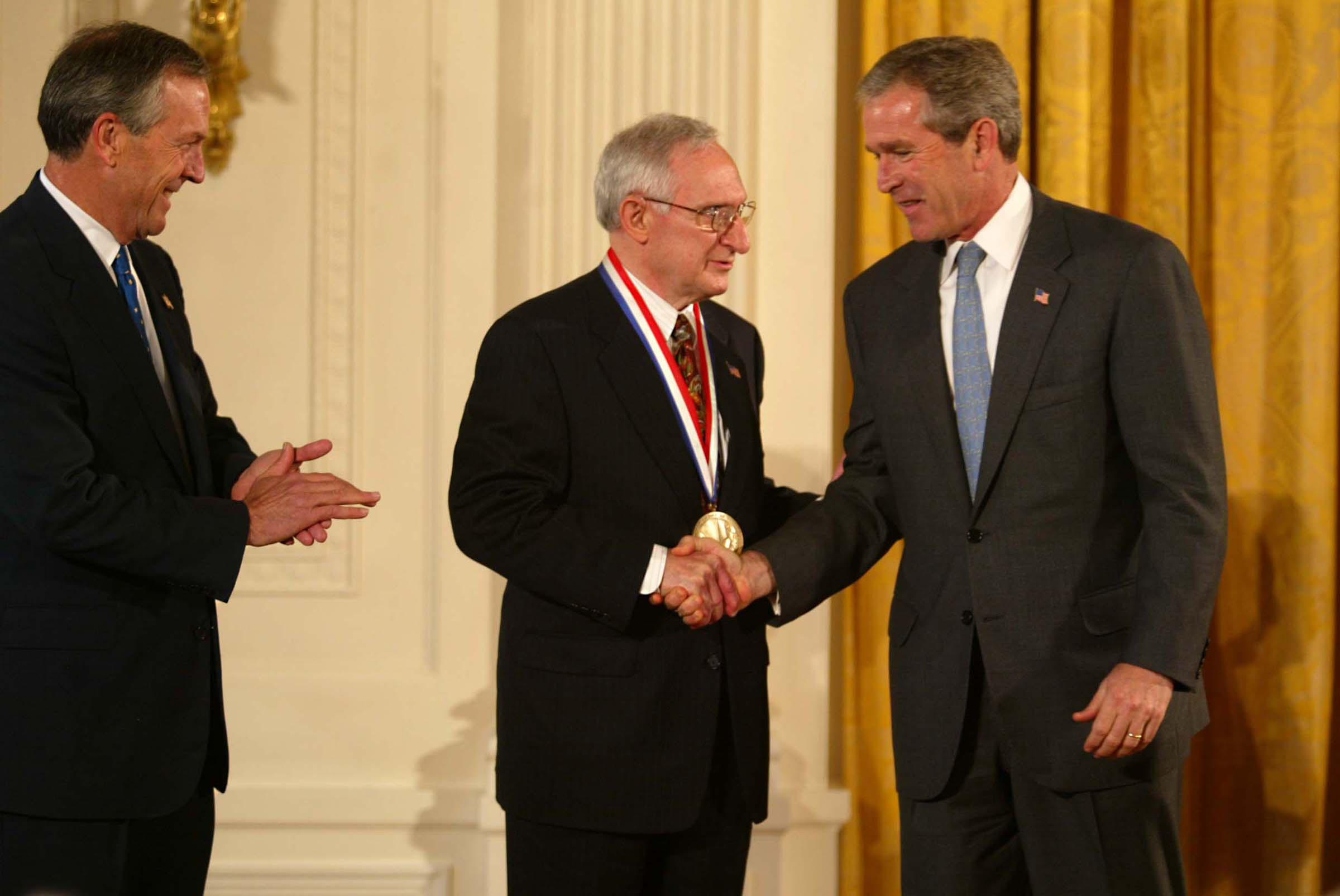
Sidney Pestka (al centre) rep la Medalla Nacional de Tecnologia del President George W. Bush (a mà dreta)

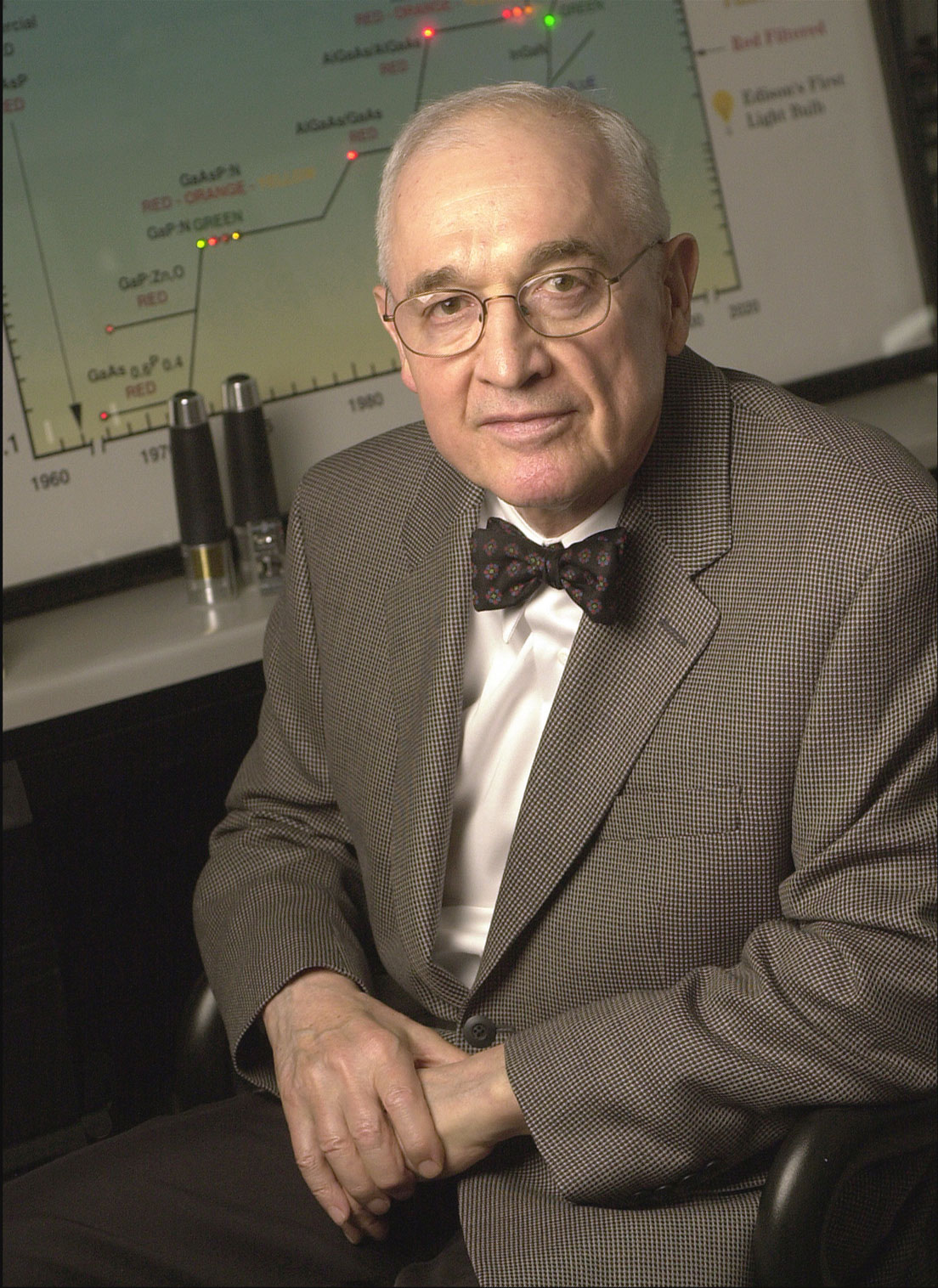
Nick Holonyak Jr.

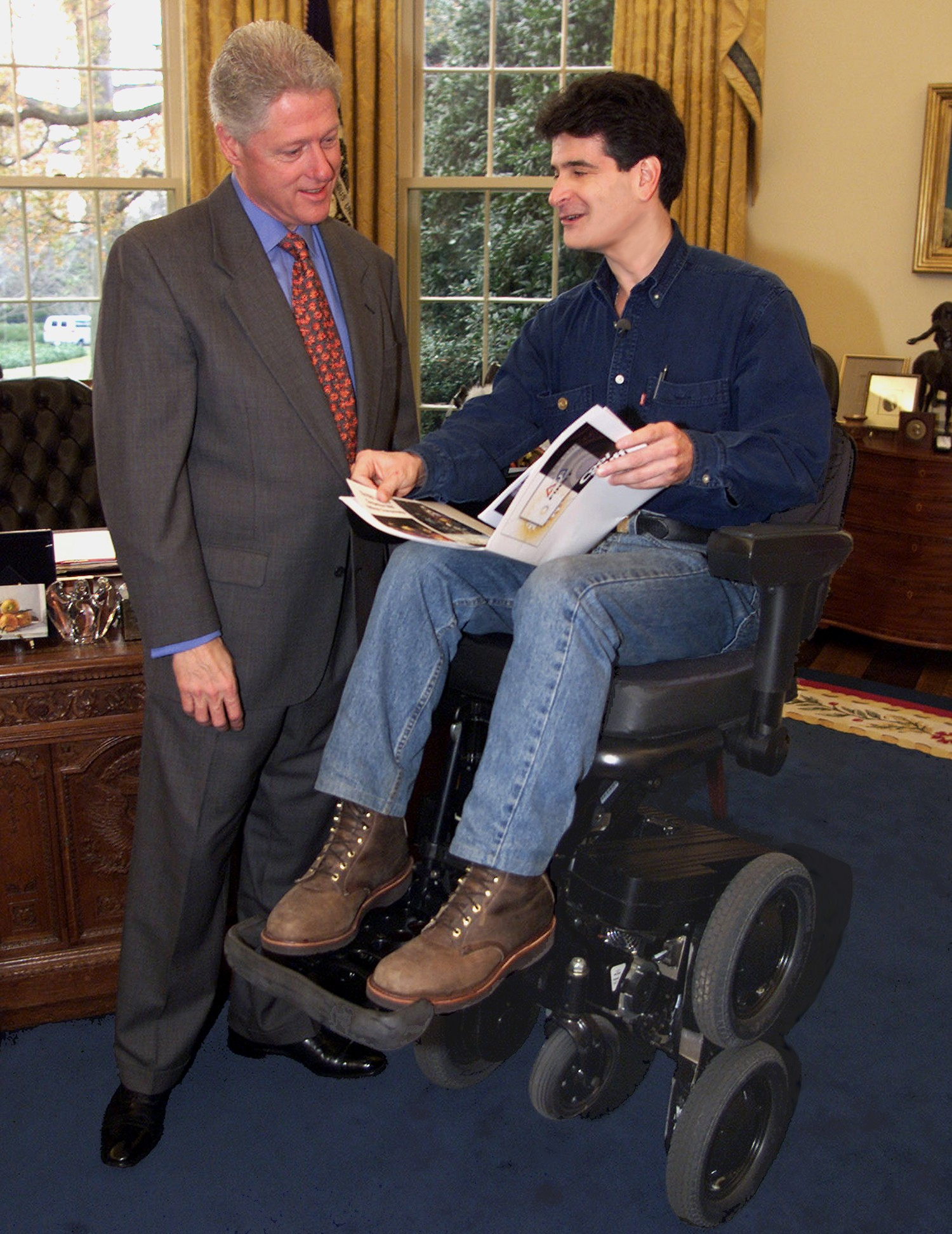
El President Clinton i Dean Kamen a la Casa Blanca, amb l'iBOT Mobility System

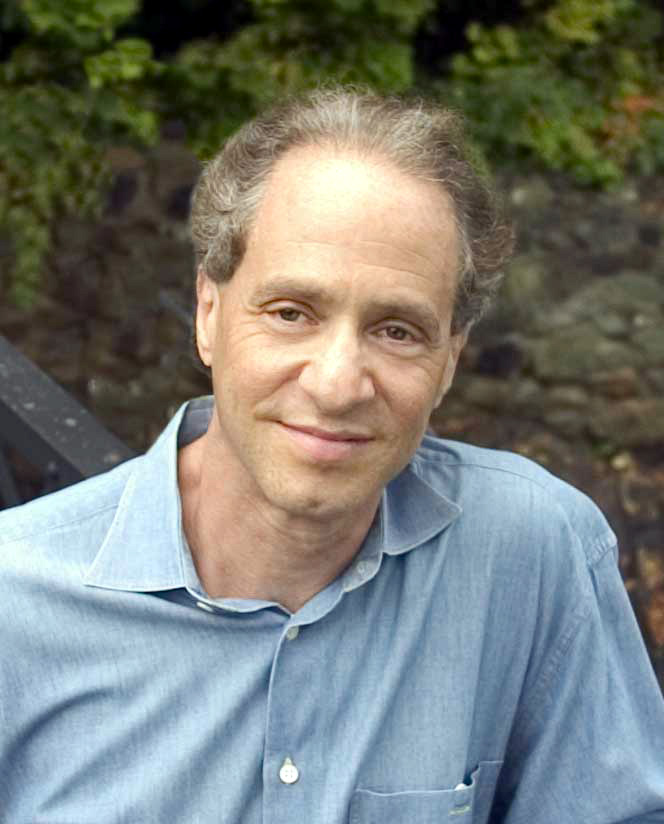
Ray Kurzweil

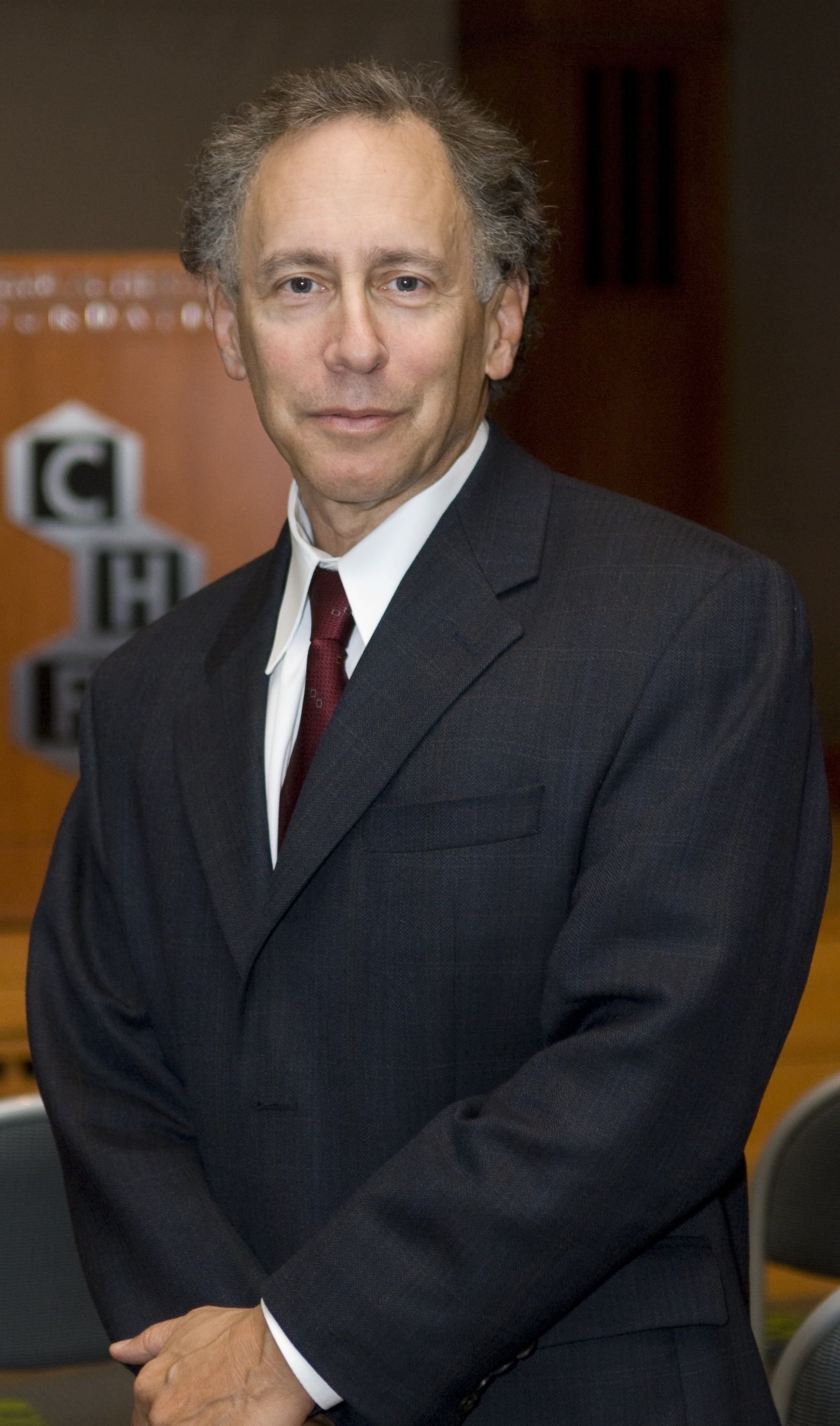
Bob Langer

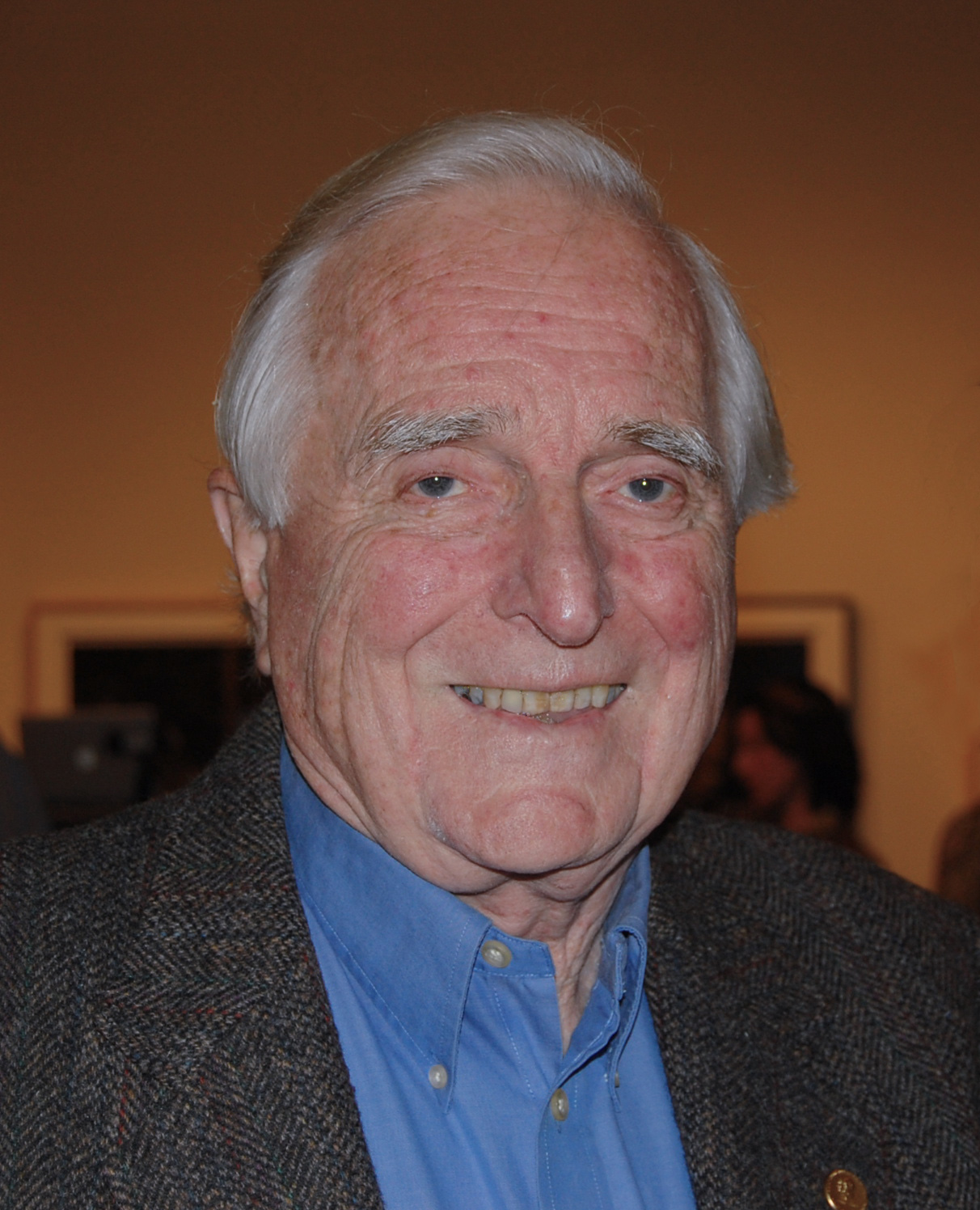
Douglas Engelbart

- Ramesh Raskar (Premi Lemelson–MIT)[3]

2015
- Jay Whitacre (Premi Lemelson–MIT)[4]

2014
- Sangeeta N. Bhatia (Premi Lemelson–MIT)[1]

2013
- Angela Belcher (Premi Lemelson–MIT)[5]
- Rebecca Richards-Kortum i Maria Oden (Premi Lemelson–MIT d'Innovació Global)